# Süreyya Ağaoğlu
Süreyya Ağaoğlu (Şuşa, 1903 – Istanbul, 28 dicembre 1989) è stata una scrittrice e giurista azera naturalizzata turca e la prima avvocatessa nella storia turca.

## Infanzia e istruzione
Ağaoğlu era la figlia di Ahmet Ağaoğlu, un importante politico e giornalista azero e naturalizzato turco. Fu uno dei fondatori del Panturchismo. Sua sorella Tezer Taşkıran era una scrittrice, politica e insegnante. Suo fratello Samet Ağaoğlu era un poeta e politico.
Dopo la caduta della Repubblica Democratica dell'Azerbaigian nel 1920, la famiglia Ağaoğlu si trasferì in Turchia e Süreyya si iscrisse alla Facoltà di Giurisprudenza dell'Università di Istanbul.

## Carriera
Dopo la laurea, Ağaoğlu ha lavorato come avvocato dal 1927 alla sua morte nel 1989. Nel 1928, prende la licenza di avvocato e diventa la prima avvocatessa della Turchia. Per sua iniziativa, l'Ordine degli avvocati di Istanbul è stato eletto membro dell'International Bar Association. Dal 1946 al 1960, è stata l'unica donna membro del consiglio di amministrazione di questo sindacato. Dopo il colpo di stato turco del 1960 divenne l'avvocato di suo fratello, Samet Ağaoğlu, che a quel tempo svolgeva attività politica come membro del neonato Partito della Nuova Turchia, per poi successivamente diventarne il leader.
A un certo punto ha lavorato come assistente del professor Schwartz e di Türkan Rado. È autrice dei libri What I Saw in London (Londra'da Gördüklerim) e One Life Has Passed Just Like This (Bir Hayat Böyle Geçti), dove ha discusso molte questioni legali e ha scritto informazioni biografiche su suo padre. È stata una delle collaboratrici della rivista femminile Kadın Gazetesi.

## Vita privata
Sposò l'avvocato tedesco Werner Taschenbreker nel 1950; i due divorziarono negli anni ‘60. La coppia non ebbe figli.

## Morte
Süreyya Ağaoğlu è morta di emorragia cerebrale nel 1989.